# Forêt de Chabrières
Der Forêt de Chabrières ist ein bewaldeter Höhenrücken südlich von Guéret, dem Sitz der Präfektur des Département Creuse in der Region Nouvelle-Aquitaine. Seine Höhenlagen bewegen sich zwischen 470 und 689 Meter über dem Meer. Er lädt zum Wandern, zu Ausritten und zum Mountainbikefahren ein.

## Geographie

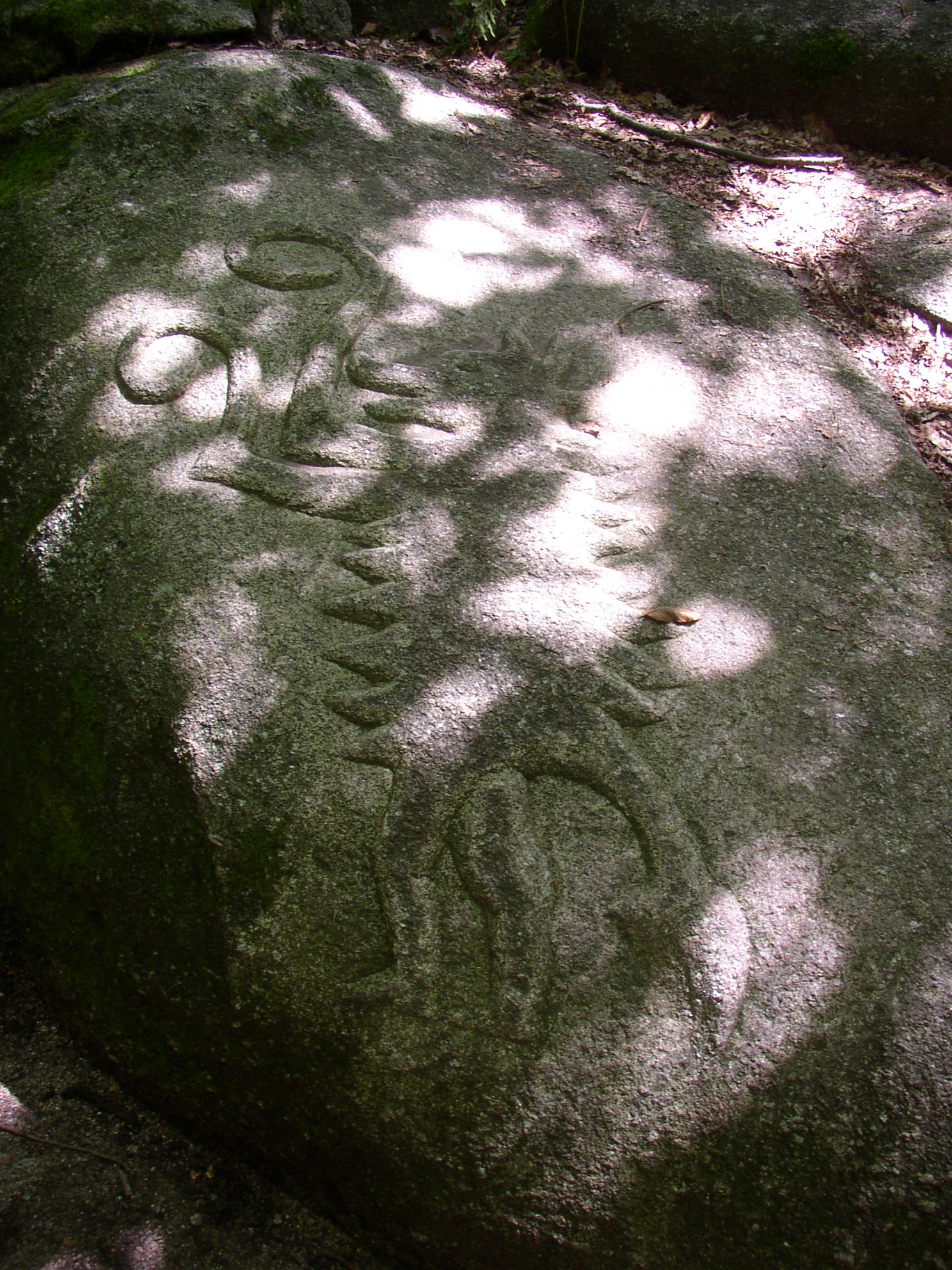
Skulptierter Monolith aus Guéret-Granit im Forêt de Chabrières

Der Forêt de Chabrières, Deutsch  Forst von Chabrières, gehört zu den Monts de Guéret und liegt etwa 4 Kilometer von Guéret entfernt. Er gliedert sich in zwei Teile – dem eigentlichen Forêt de Chabrières im Norden, der mit dem Puy de Chiroux eine Maximalhöhe von 689 Meter erreicht. Im Süden schließt sich der Forêt Domaniale de Chabrières an mit den 685 Meter hohen Les Cimes. Etwas versetzt nach Südosten folgt der Bois de Sainte-Fayre, der noch zum Forst gerechnet wird und seinerseits auf 662 Meter heranreicht. Östlich vorgelagert ist der 651 Meter hohe Puy de Gaudy mit einem gallischen Oppidum direkt am Gipfel und einem weiteren Oppidum auf seiner Nordseite. Der Höhenrücken überragt die sanften Tallagen um Guéret, in denen Ackerbau getrieben wird, um 150 bis 200 Meter.
Durch den Forêt de Chabrières führt die D 940 von Guéret nach Pontarion in Nord-Süd-Richtung.
Folgende Gemeinden haben Teil am Forêt de Chabrières:
- La Chapelle-Taillefert
- Guéret
- Saint-Christophe
- Saint-Léger-le-Guérétois
- Saint-Sulpice-le-Guérétois
- Sainte-Feyre
- Savennes

## Hydrographie
Der Forêt de Chabrières wird nur von kleinen Bächen (Französisch Ruisseaux) entwässert, die entweder nach Westen zum Einzugsgebiet der Gartempe oder nach Osten zur Creuse abfließen. Am bedeutendsten ist der Ruisseau de la Pisciculture, ein linker Nebenfluss der Creuse, der den Puy de Gaudy im Norden vom Bois de Sainte-Fayre im Süden trennt.

## Geologie
Der Forêt de Chabrières wird geologisch vom kristallinen Grundgebirge des nordwestlichen Massif Central unterlagert. Anstehend ist der 356 Millionen Jahre alte unterkarbonische Guéret-Granit aus dem Tournaisium in seiner Chénérailles-Peyrabout-Fazies. Der peraluminose Cordierit-führende Monzogranit verwittert zu großen Monolithen, die teils skulptiert wurden und um die sich örtliche Mythen und Legenden gerankt haben. Beispiele sind Pierre Casse-Noisette, Pierre Chabranle, Pierre de la Tribune und Pierre du Trésor. Der Granit wurde auch in mehreren Steinbrüchen abgebaut – Hauptverwendungszweck waren Pflastersteine für Paris.

## Sehenswertes

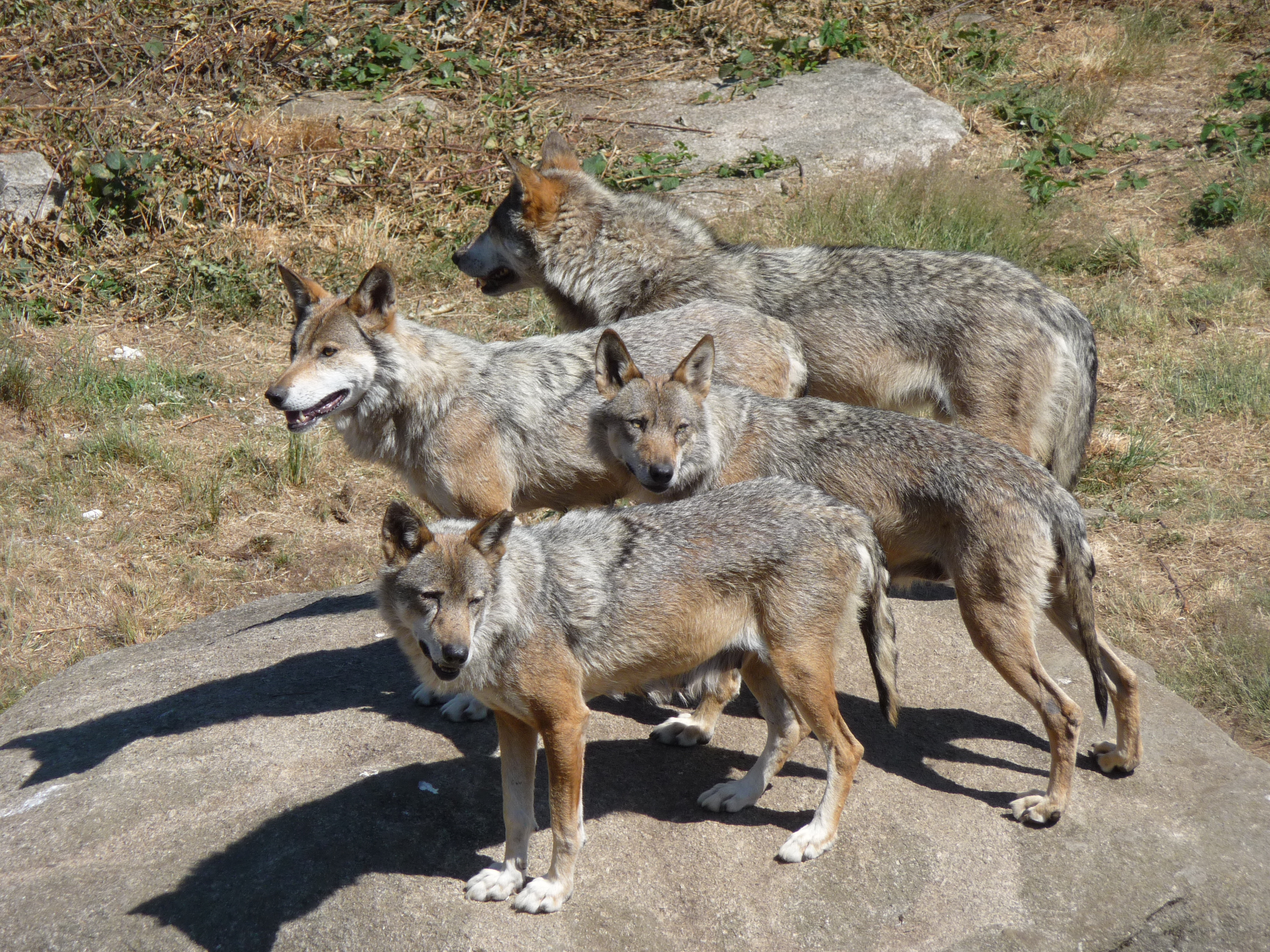
Die Wölfe auf Guéret-Granit im Gehege des Tierparks Les loups de Chabrières

Im Forêt de Chabrières besteht seit 2001 der Tierpark Les loups de Chabrières (im Bois de Sainte-Fayre), in dem Wölfe gehalten werden. Die Tiere können sich in sechs, bis zu maximal 2 Hektar großen Gehegen frei bewegen. Für den Schutz der Art stellt der Park eine Referenz dar. Ferner befinden sich im Forêt de Chabrières ein Arboretum (Arboretum de Chabrières) und eine Sternwarte.

## Ökologie
Der Forêt de Chabrières steht ökologisch unter Schutz und wird als ZNIEFF (Zone naturelle d'interêt écologique, faunistique et floristique) des Typus 2 eingestuft. Unter Schutz stehen 1452,5 Hektar, ausgenommen hiervon sind der Puy du Maupuy im Norden und der Bois de Sainte-Fayre wegen ihrer Nadelwald-Monokultur.
Der Forêt de Chabrières ist vollständig aufgeforstet worden, angepflanzt wurden mehrheitlich Douglasien und seltenere Buchenbestände.
Botanisch bedeutsam ist die Gegenwart der im Limousin unter Schutz stehenden Einbeere (Paris quadrifolia), aber auch der im Limousin seltene Pyrenäen-Blaustern (Scilla lilio-hyacinthus), Waldmeister (Galium odorata) und auch Gefingerter Lerchensporn (Corydalis solida) sind schützenswert. An vereinzelten moorigen Standorten gedeihen typische Arten wie Schmalblättriges Wollgras (Eriophorum angustifolium) und Sparrige Binse (Juncus squarrosus). Bei der Fauna steht eindeutig die Vogelwelt im Vordergrund. Neben im Forst brütenden Ringeltauben sind anzuführen Waldschnepfe, Feldschwirl (Zugvogel) oder auch Kleinspecht.
Unter Schutz stehen mittlerweile auch einige der Monolithen und Felsenlabyrinthe, wie beispielsweise La Graule (oder La Grosle), La Pierre Chabranle, La Pierre de la Tribune, La Pierre du Loup und La Roche à Parrain. Sie sind durch ausgeschilderte Wanderwege gut zu erreichen.